# Magdalena Biejat

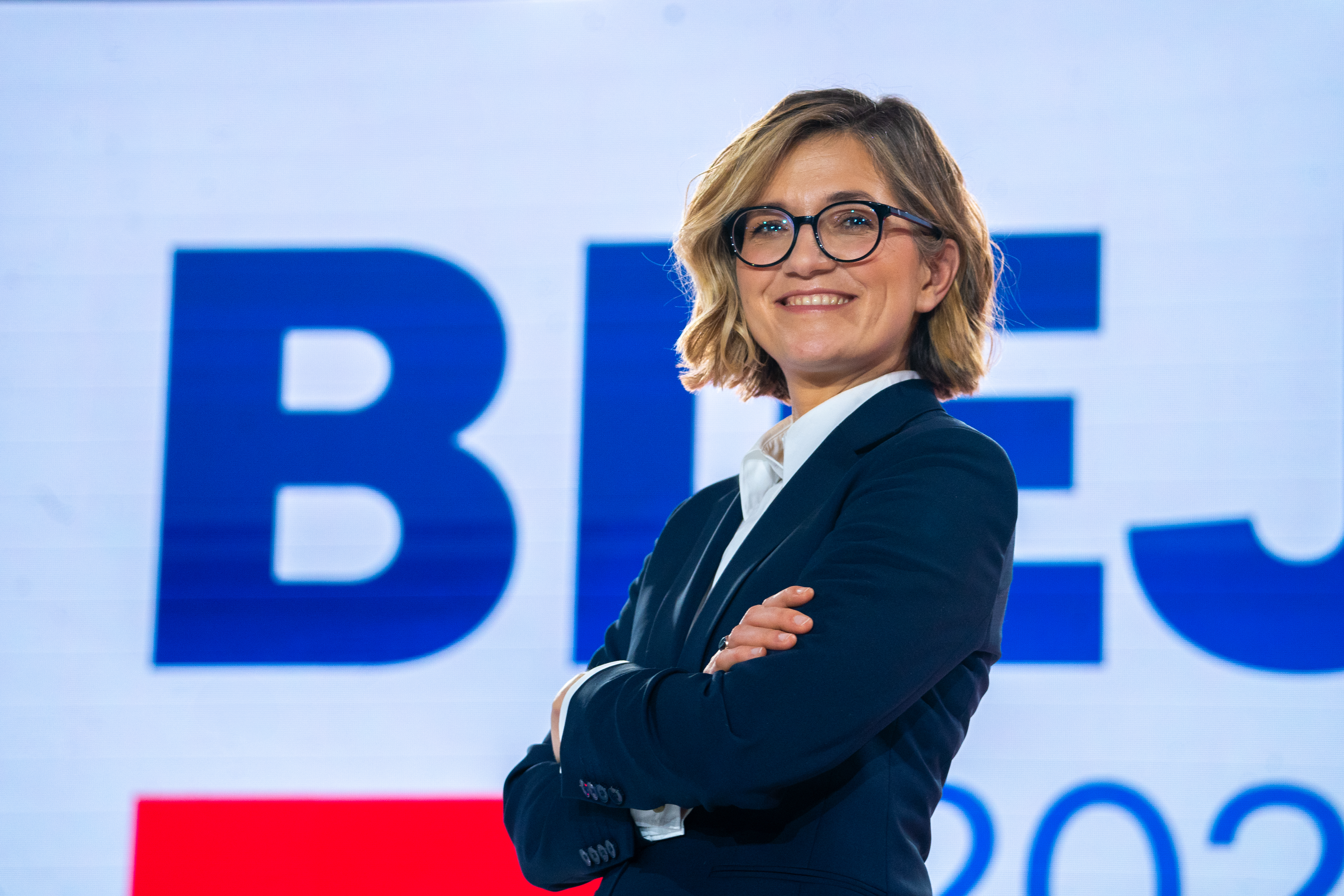
Magdalena Biejat na konwencji Nowej Lewicy (2024)

Magdalena Agnieszka Biejat (ur. 11 stycznia 1982 w Warszawie) – polska polityczka, tłumaczka literatury hiszpańskojęzycznej, działaczka społeczna, posłanka na Sejm IX kadencji (2019–2023), senatorka XI kadencji (od 2023), współprzewodnicząca partii Lewica Razem (2022–2024), wicemarszałek Senatu XI kadencji (od 2023). Kandydatka na urząd prezydenta RP w wyborach w 2025.

## Życiorys
Maturę zdała w XXXIV Liceum Ogólnokształcącym im. Miguela de Cervantesa w Warszawie. W 2006 uzyskała magisterium z socjologii na Uniwersytecie w Grenadzie. W 2007 ukończyła studia podyplomowe z zarządzania organizacjami pozarządowymi organizowane przez Collegium Civitas w Warszawie i Instytut Studiów Politycznych PAN. Kształciła się także na Uniwersytecie Complutense w Madrycie.
Zawodowo zajęła się tłumaczeniem literatury hiszpańskojęzycznej. Związana także z organizacjami pozarządowymi, m.in. Helsińską Fundacją Praw Człowieka, Fundacją im. Stefana Batorego, Fundacją Pracownia Badań i Innowacji Społecznych „Stocznia”. W tej ostatniej została kierowniczką do spraw badań i doradztwa. Jako wolontariuszka pracowała z osobami dotkniętymi bezdomnością.
W 2015 wstąpiła do Partii Razem (przemianowanej w 2019 na Lewica Razem); zasiadła w radzie okręgu warszawskiego. W wyborach samorządowych 2018 kandydowała do rady dzielnicy Praga-Północ z listy KWW Jana Śpiewaka – Wygra Warszawa (uzyskała wówczas 147 głosów). W wyborach do Parlamentu Europejskiego w 2019 kandydowała z ramienia koalicji Lewica Razem w okręgu nr 4, otrzymując 616 głosów i nie zdobywając mandatu. W wyborach w 2019 uzyskała mandat poselski, startując z listy Sojuszu Lewicy Demokratycznej w okręgu warszawskim i otrzymując 19 501 głosów. Została członkinią sejmowej Komisji Polityki Społecznej i Rodziny oraz wiceprzewodniczącą klubu parlamentarnego Lewicy. W listopadzie 2022 Magdalena Biejat i Adrian Zandberg zostali współprzewodniczącymi Lewicy Razem.
W wyborach w 2023 została kandydatką Nowej Lewicy do Senatu (z poparciem innych ugrupowań w ramach paktu senackiego) w okręgu nr 45. Uzyskała mandat senatora XI kadencji, otrzymując 204 934 głosy. 13 listopada 2023 została wybrana na stanowisko wicemarszałka Senatu. W lutym 2024 ogłoszono jej start na prezydenta Warszawy w wyborach samorządowych w tym samym roku. Uzyskała poparcie ze strony Nowej Lewicy, Lewicy Razem, Polskiej Partii Socjalistycznej, Unii Pracy oraz stowarzyszenia Miasto Jest Nasze. W pierwszej turze wyborów z 7 kwietnia 2024 (zakończonych reelekcją Rafała Trzaskowskiego) zajęła trzecie miejsce wśród 6 kandydatów, otrzymując 99 442 głosy (12,86%). W październiku tego samego roku wraz z grupą innych parlamentarzystek wystąpiła z Lewicy Razem, pozostając w KKP Lewicy. W styczniu 2025 z grupą byłych działaczy Lewicy Razem ogłosiła utworzenie stowarzyszenia politycznego „Ruch Wspólne Jutro” (na czele którego stanęła Daria Gosek-Popiołek).
15 grudnia 2024 Rada Krajowa Nowej Lewicy wybrała ją jako swoją kandydatkę na stanowisko prezydenta RP w wyborach prezydenckich w 2025. PKW zarejestrowała jej kandydaturę 31 marca tegoż roku. Startowała również z poparciem Polskiej Partii Socjalistycznej i Unii Pracy. W pierwszej turze głosowania z 18 maja 2025 otrzymała 829 361 głosów (4,23%), zajmując 7. miejsce wśród 13 kandydatów. Przed drugą turą ogłosiła swoje poparcie dla Rafała Trzaskowskiego.

## Życie prywatne
Córka lekarzy Zbigniewa i Agnieszki. Zamężna z Maciejem Marylem, matka dwojga dzieci (Ignacego i Lei). Jest wegetarianką. Zamieszkała w Warszawie.

## Odznaczenia
- Odznaka „Za Zasługi dla ZKRPiBWP” – 2025[29]

## Wyniki wyborcze
| Wybory | Komitet wyborczy | Komitet wyborczy                                                      | Organ                                 | Okręg                                 | Wynik            |
| ------ | ---------------- | --------------------------------------------------------------------- | ------------------------------------- | ------------------------------------- | ---------------- |
| 2018   |                  | KWW Jana Śpiewaka – Wygra Warszawa                                    | Rada Dzielnicy Praga-Północ           | nr 1                                  | 147 (1.49%)      |
| 2019   |                  | Lewica Razem                                                          | Parlament Europejski IX kadencji      | nr 4                                  | 616 (0,04%)      |
| 2019   |                  | Sojusz Lewicy Demokratycznej                                          | Sejm IX kadencji                      | nr 19                                 | 19 501 (1,41%)   |
| 2023   |                  | Nowa Lewica                                                           | Senat XI kadencji                     | nr 45                                 | 204 934 (72,40%) |
| 2024   |                  | Lewica                                                                | Prezydent miasta stołecznego Warszawy | Prezydent miasta stołecznego Warszawy | 99 442 (12,86%)  |
| 2025   |                  | KW Kandydata na Prezydenta Rzeczypospolitej Polskiej Magdaleny Biejat | Prezydent RP                          | Prezydent RP                          | 829 361 (4,23%)  |

## Tłumaczenia
- González J.(inne języki), Piąta korona, Magdalena Biejat (tłum.), Warszawa: Wydawnictwo Albatros, 2007, s. 406, ISBN 978-83-7885-884-3.
- Gonzalo G.(inne języki), Czwarte przymierze, Magdalena Biejat (tłum.), Warszawa: Wydawnictwo Albatros, 2007, s. 398, ISBN 978-83-7359-776-1.
- Javier Sierra, Błękitna Dama, Magdalena Biejat (tłum.), Katowice: Wydawnictwo Sonia Draga, 2008, s. 398, ISBN 978-83-7508-200-5.
- Asensi F.(inne języki), Krew = Aima, Magdalena Biejat (tłum.), Warszawa: Wydawnictwo Albatros, 2009, s. 470, ISBN 978-83-7359-882-9.
- Javier González, Wyspa na krańcu czasu, Magdalena Biejat (tłum.), Warszawa: Wydawnictwo Albatros, 2011, s. 454, ISBN 978-83-7659-175-9.